# 實況足球2019
《實況足球2019》（简稱「PES 2019」）是科樂美旗下的足球模擬電子遊戲——實況足球系列的第22代遊戲作品。本遊戲於2018年8月28日在北美地區及於8月30日在其他地區發行。

## 概況

### 結束與歐洲足球協會球會賽事的合作關係
實況足球系列在2008年（即PES 2009）起與歐洲足球協會成為合作夥伴，遊戲系列成為了歐洲聯賽冠軍盃的官方遊戲。歐洲足協在2018年4月18日宣佈與本遊戲的開發商科樂美球會賽事方面的合作夥伴關係將會在該球季後結束，而原有歐洲足協的國家隊賽事方面之合作則不受影響。

## 授權

### 授權球隊

#### 完全授權賽事
以下賽事均為完全授權，即包括參與該賽事的球會，以及該賽事的標誌及品牌等。

##### 歐洲足協地區
- 比利時甲組聯賽
- 丹麥超級聯賽
- 法國甲組聯賽
  - 當中摩納哥為合作夥伴球會。
- 法國乙組聯賽
- 荷蘭甲組聯賽
- 葡萄牙超級聯賽
- 俄羅斯超級聯賽
- 蘇格蘭超級聯賽
- 瑞士超級聯賽

##### 南美洲足協地區
- 阿根廷甲組聯賽
- 巴西甲組聯賽

##### 亞洲足協地區
- 亞洲聯賽冠軍盃（2018年參賽球隊）
- 泰国足球超级联赛[4]
- 中国足球协会超级联赛[5]

#### 其他授權球隊
| - 河床 - 哥連泰斯 - 法林明高 - 彭美拉斯 - 巴西紅牛 - 聖保羅 - 華斯高 - 高路高路 - 阿仙奴 - 利物浦 | - 史浩克04 - AC米蘭 - 國際米蘭 - 巴塞隆拿 - 利馬聯 - 費倫巴治 - 士砵亭水晶 - 些路迪 - 格拉斯哥流浪 |

### 其他授權賽事
以下賽事只包括了該賽事的標誌及品牌等，不包括參與該賽事之球隊。
- 國際冠軍盃

## 外部連結
- 官方网站